# عبد الحفيظ بلعباس
عبد الحفيظ بلعباس هو لاعب كرة قدم جزائري في مركز الدفاع، ولد في 4 نوفمبر 1959 في وهران في الجزائر. لعب مع مولودية وهران.

## وصلات خارجية
- عبد الحفيظ بلعباس على موقع قاعدة بيانات كرة القدم.إي يو (الإنجليزية)
- عبد الحفيظ بلعباس على موقع ناشيونال فوتبول تيمز (الإنجليزية)